# Mesacanthion banale
Mesacanthion banale är en rundmaskart som först beskrevs av Nikolai Nikolaievich Filipjev 1927.  Mesacanthion banale ingår i släktet Mesacanthion och familjen Enoplidae. Inga underarter finns listade i Catalogue of Life.